# Barrie Flyers
Barrie Flyers byl kanadský juniorský klub ledního hokeje, který sídlil v Barrie v provincii Ontario. Jednalo se o juniorský tým Bostonu Bruins. V letech 1945–1960 působil v juniorské soutěži Ontario Hockey Association (později Ontario Hockey League). Své domácí zápasy odehrával v hale Barrie Arena s kapacitou 3 000 diváků. Klubové barvy byly bílá, černá a zlatá.
Nejznámější hráči, kteří prošli týmem, byli např.: Doug Mohns, Gil Mayer nebo Lorne Howes.

## Úspěchy
- Vítěz Memorial Cupu ( 2× )
  - 1951, 1953
- Vítěz OHL ( 4× )
  - 1947/48, 1948/49, 1950/51, 1952/53

## Přehled ligové účasti
Zdroj: 
- 1945–1960: Ontario Hockey Association